# Ricin

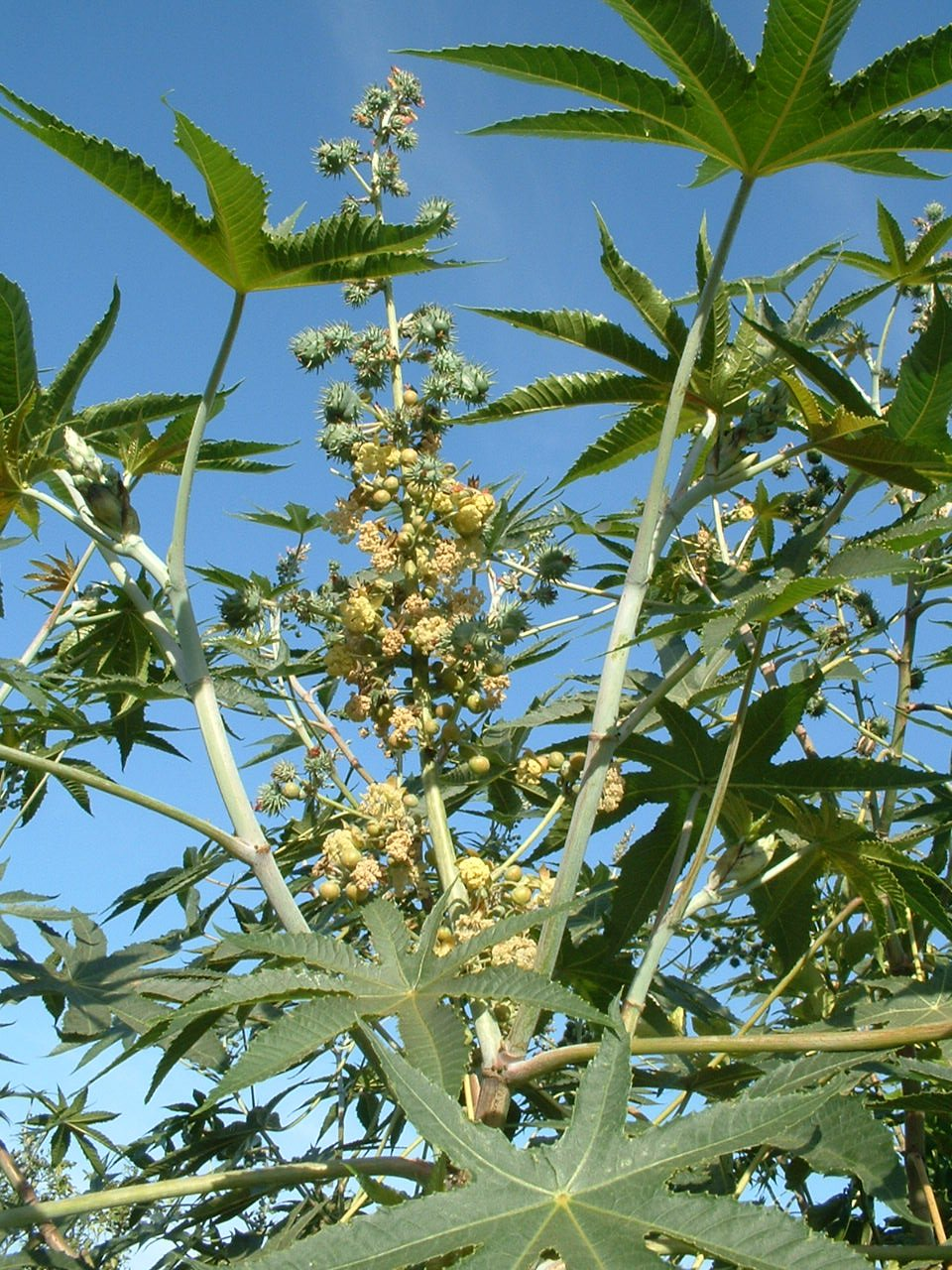
Skočec obecný (Ricinus communis)

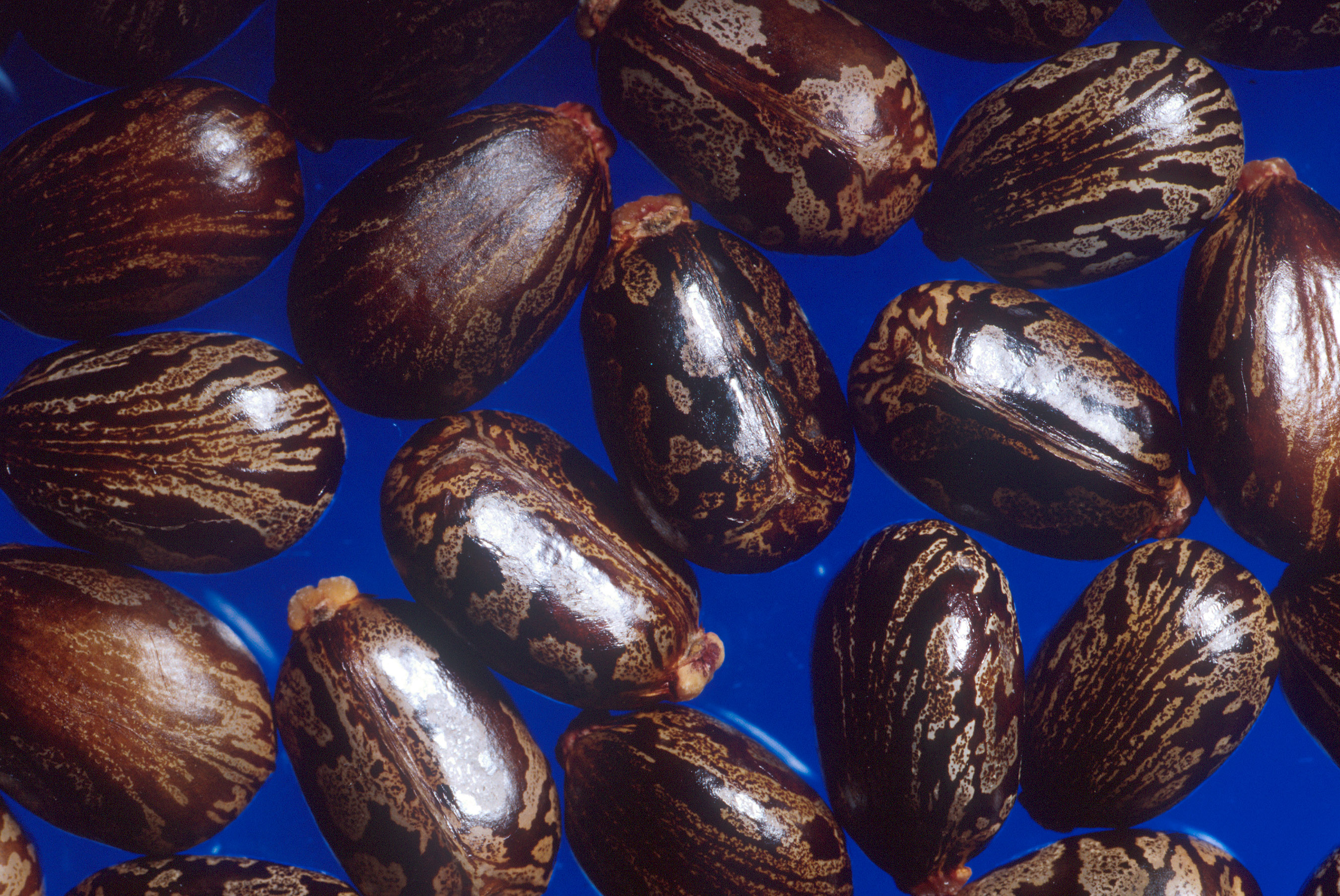
Semena skočce obecného

Ricin je bílkovinný toxin, fungující jako tzv. buněčný jed. Prochází skrze buněčné membrány, inhibuje produkci některých základních bílkovin a v důsledku způsobí odumírání buněk. Získává se ze semen skočce obecného (Ricinus communis). Navzdory intenzivnímu výzkumu, dosud není dostupné antidotum, ani vakcína, které by spolehlivě účinkovaly v lidském organismu.
Od jeho dřívějšího používání při výzkumu rakoviny se pro extrémní jedovatost, zejména při vdechnutí, upustilo. Smrtelná dávka činí cca 70–500 mikrogramů. Záleží na způsobu aplikace. Otrava se projevuje nejprve mírně a symptomy se podobají chřipce. Později se objevují bolesti hlavy, pálení v ústech, zvracení, průjem, střevní kolika a vnitřní krvácení. Smrt nastává těžkým poškozením jater, ledvin a sleziny.
Semena skočce obecného obsahují dva prudké jedy, kromě ricinu ještě RCA (Ricinus communis agglutinin), také alkaloid ricinin. Ty je možné vyloužit ze surových pokrutin vodou. Semena skočce obsahují každého z těchto jedů přibližně 1 %, tyto jedy jsou odpadem při výrobě ricinového oleje.

## Incidenty
Na otravu ricinem zemřel např. bulharský spisovatel a novinář Georgi Markov, který emigroval do zahraničí.

### Česko
V roce 2020 se v médiích objevilo podezření, že do Česka údajně přicestoval muž s ruským diplomatickým pasem s cílem otrávit dva české politiky. Tři lidé, konkrétně starosta Prahy 6 Ondřej Kolář, pražský primátor Zdeněk Hřib a starosta pražské městské části Řeporyje Pavel Novotný, následně získali policejní ochranu. Informace se později měla ukázat jako údajně smyšlená v rámci osobního boje na ambasádě.